# Ambasada RP w Tel Awiwie
Ambasada Rzeczypospolitej Polskiej w Tel Awiwie (hebr. השגרירות של הרפובליקה של פולין בתל-אביב; ang. Embassy of the Republic of Poland in Tel Aviv) – polska misja dyplomatyczna w Izraelu.

## Struktura placówki
- Referat ds. Polityczno-Ekonomicznych
- Referat ds. Komunikacji i Dyplomacji Publicznej
- Wydział Administracyjno-Finansowy
- Wydział Konsularny i Polonii
  - Okręg konsularny obejmuje terytorium Państwa Izrael oraz Terytorium Palestyńskiej Władzy Narodowej (Zachodni Brzeg Jordanu oraz Strefę Gazy)[1]
- Ataszat Obrony
- Instytut Polski w Tel Awiwie

## Historia

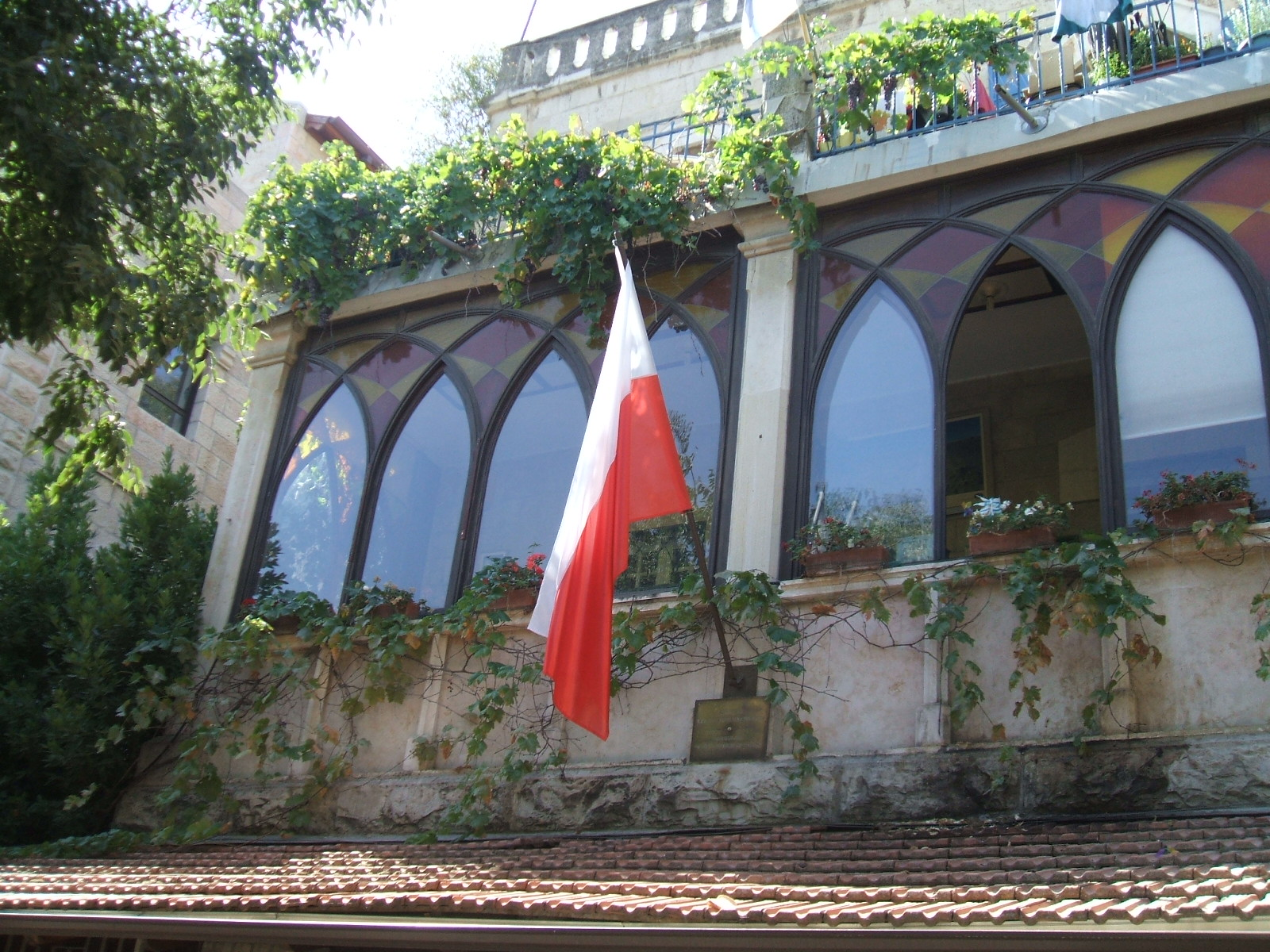
Flaga Polski na budynku polskiego konsulatu honorowego w Jerozolimie (2009)

Pierwsze polskie przedstawicielstwo na obszarze późniejszego Izraela – delegatura rządu RP w Jerozolimie powstało po II wojnie światowej przy brytyjskim wysokim komisarzu Palestyny. Następnie zostało ono przekształcone w Konsulat Generalny RP w Jerozolimie, przeniesiony później do Tel Awiwu. 15 maja 1948 Polska uznała niepodległość Izraela, a stosunki dyplomatyczne pomiędzy tymi krajami nawiązano 4 dni później. Od 1954 działało Poselstwo PRL w Tel Awiwie, podniesione w 1962 do rangi ambasady.

Polska zerwała stosunki dyplomatyczne w 1967 w następstwie wojny sześciodniowej. Ich wznowienie nastąpiło w połowie lat 80. Zaś 27 lutego 1990 otworzono ponownie ambasadę RP w Tel Awiwie. 